# Genoveva
 (octobre 2012).
Si vous disposez d'ouvrages ou d'articles de référence ou si vous connaissez des sites web de qualité traitant du thème abordé ici, merci de compléter l'article en donnant les références utiles à sa vérifiabilité et en les liant à la section « Notes et références ».
Genoveva (opus 81) est un opéra en quatre actes de Robert Schumann dans le style du Romantisme allemand, avec un livret de Robert Reinick et du compositeur. Unique opéra de Schumann, il fut créé le 25 juin 1850 au Stadttheater de Leipzig, dirigé par le compositeur. Il ne fut joué que trois fois à sa création et les critiques négatives qu'il reçut de la presse jouèrent un rôle décisif dans la décision de Schumann de ne pas écrire un deuxième opéra.
Genoveva est basé sur l'histoire de Geneviève de Brabant, une légende médiévale prenant place au VIIIe siècle. L'histoire est basée sur la vie de Marie de Brabant (XIIe siècle), femme de Louis II de Bavière. La légende gagna en popularité pendant la première moitié du XVIIe siècle, essentiellement en Allemagne à travers diverses adaptations théâtrales. Deux des adaptations de cette époque, celles de Ludwig Tieck (Leben und Tod der heiligen Genoveva) et de Friedrich Hebbel (Genoveva), servirent de base pour le livret de l'opéra.
L'intrigue de l'opéra a plusieurs similarités avec Lohengrin de Richard Wagner, qui fut composé durant la même période pendant laquelle Schumann composa Genoveva.
Genoveva n'a jamais gagné une large audience mais continue à être relancé régulièrement à travers le monde et a été enregistré plusieurs fois.

## Rôles
| Rôle                                  | Voix      | Création, 25 juin 1850 (Chef d'orchestre : Robert Schumann) |
| ------------------------------------- | --------- | ----------------------------------------------------------- |
| Genoveva, femme de Siegfried          | soprano   | Karoline Mayer                                              |
| Golo, serviteur de Siegfried          | ténor     | Theodor Wiedemann                                           |
| Siegfried, Comte de Brabant           | baryton   | Louis Brassin                                               |
| Hidulfus, évêque de Trèves            | baryton   | Wilcke                                                      |
| Margaretha, une servante              | soprano   | Caroline Günther-Bachmann                                   |
| Drago, un viel intendant              | basse     | Heinrich Salomon                                            |
| Balthasar, Serviteur de Siegfried     | basse     | Heinrich Stürmer                                            |
| Caspar, un chasseur                   | baryton   | Meissner                                                    |
| Angelo                                | rôle muet | Zeimer                                                      |
| Conrad, ouvrier agricole de Siegfried | rôle muet |                                                             |
| Chœur : Dames, chevaliers, soldats    |           |                                                             |

## Argument

### Acte I
L'opéra commence avec Hidulfus, évêque de Trèves, sommant les chevaliers chrétiens de Brabant de rejoindre la croisade de Charles Martel contre une redoutée conquête de l'Europe par les Sarrasins. Siegfried, Comte de Brabant, répond à l'appel.  En préparation pour partir pour la guerre, il confie sa femme, Genoveva, à son jeune serviteur, Golo.

### Acte II
Malgré l'accablant désir de Golo pour elle, Genoveva persiste à rejeter ses avances. Furieux de ces rejets, Golo cherche revanche contre Genoveva en lui tendant un piège.  Une nuit, Golo introduit Drago, un vieil intendant, dans la chambre de Genoveva pour faire croire à un adultère dont les autres serviteurs seront ainsi les témoins, amenés sur les lieux par Golo. Dans leur rage, les serviteurs tuent Drago et Genoveva est emprisonnée pour adultère.

### Acte III
Les nouvelles à propos de l'infidélité inventée de Genoveva parviennent jusqu'à Siegfried qui commande à Golo de donner la mort à Genoveva. Le fantôme de Drago apparaît devant Margaretha et lui dit que si elle ne révèle pas la vérité, elle mourra.

### Acte IV
Alors que deux hommes armés sont envoyés pour tuer Genoveva, sa vie est sauvée par l'intervention d'un garçon sourd et muet.  Siegfried découvre alors la tromperie de Golo et restaure l'honneur de sa femme.

## Honneurs
- (680) Genoveva, astéroïde.